# Magnesiopascoïta
La magnesiopascoïta és un mineral de la classe dels òxids que pertany al grup de la pascoïta.

## Característiques
La magnesiopascoïta és un òxid de fórmula química Ca₂Mg(V10O28)·16H₂O. Va ser aprovada com a espècie vàlida per l'Associació Mineralògica Internacional l'any 2007. Cristal·litza en el sistema monoclínic.
Segons la classificació de Nickel-Strunz, la magnesiopascoïta pertany a «04.HC: [6]-Sorovanadats» juntament amb els següents minerals: pascoïta, lasalita, hummerita i sherwoodita.
Les mostres que van servir per a determinar l'espècie, el que es coneix com a material tipus, es troben conservades a les col·leccions mineralògiques del Museu d'Història Natural del Comtat de Los Angeles, a Los Angeles (Califòrnia) amb el número de catàleg: 58610 i 58611.

## Formació i jaciments
Va ser descoberta a la mina Blue Cap, situada al Lion Canyon, dins el districte miner de La Sal, al Comtat de San Juan (Utah, Estats Units). També ha estat descrita en altres indrets del mateix estat i de l'estat de Colorado.